# Henri Haag
Henri Haag (Aubange, 4 november 1917 - 19 augustus 2011) was een Belgisch historicus en hoogleraar aan de Katholieke Universiteit Leuven en diens opvolger, de Université catholique de Louvain.

## Biografie
Henri Haag behaalde in 1941 het diploma van licentiaat in de geschiedenis aan de Katholieke Universiteit Leuven en promoveerde in 1944 aan deze universiteit bij Charles-Alexis Terlinden tot doctor in de geschiedenis met een proefschrift over de gemeentewet van 1836. Hij behaalde in 1950 ook het diploma van geaggregeerde in het hoger onderwijs met een proefschrift over de oorsprong van het liberale katholicisme in België (1789-1939). Hij werd in 1957 docent aan de Leuvense universiteit en was hoogleraar van 1961 tot 1984. Hij doceerde aan de faculteiten Wijsbegeerte en Letteren en Economische en Sociale Wetenschappen.
Als katholieke intellectueel was hij gespecialiseerd in eigentijdse geschiedenis en betrokken bij de oprichting van het Centre interuniversitaire d'histoire contemporaine in 1954. Ook was hij gepassioneerd door de archiefwetenschap en bestudeerde hij de archieven van de ministers van zijn tijd, in het bijzonder die van Charles de Broqueville. Vanaf 1948 schreef hij voor Revue générale belge, later Revue générale, waarvan hij lid van de redactieraad, directeur en lid van de raad van bestuur was.
Vanaf 1965 was Haag plaatsvervangend lid van de Koninklijke Commissie voor Geschiedenis. Vanaf 1974 was hij effectief lid, van 1979 tot 1986 was hij secretaris-penningmeester en van 1993 tot 1996 vicevoorzitter. Hij zag af van het voorzitterschap.

## Selecte bibliografie
- Rien ne vaut l'honneur. L'Église belge de 1940 à 1945, Brussel, Les presses de Belgique, 1946.
- Les archives personnelles des anciens ministres belges, vol. 29, Brussel, Nauwelaerts, 1963.
- Histoire de la Belgique contemporaine 1914-1970, Brussel, Renaissance du Livre, 1974. (met Fernand Baudhuin)
- 'La politique intérieure de 1914 à 1926, in Histoire de la Belgique contemporaine 1914-1970, Brussel, La Renaissance du livre, 1975.
- Le comte Charles de Broqueville, ministre d'État, et les luttes pour le pouvoir 1910-1940, Louvain-la-Neuve, Collège Erasme, 1990.